# Championnats d'Europe d'escrime 2008
Navigation
Édition précédente Édition suivante
Les championnats d'Europe d'escrime 2008 se sont disputés à Kiev en Ukraine entre le 5 juillet 2008 et le 10 juillet 2008. La compétition organisée par la fédération ukrainienne d'escrime, sous l'égide de la Confédération européenne d'escrime a vu s'affronter des tireurs des différents pays européens lors de 12 épreuves différentes.
Placés 1 mois avant les Jeux olympiques de Pékin ces championnats servent de répétition générale. Au-delà d'un entrainement au plus haut niveau, la compétition reste importante. En effet elle permet aux tireurs de marquer quelques points au classement mondial qui servira de base pour l'établissement du tableau de la compétition de Pékin.
Avec trois titres et sept médailles, la Russie termine la compétition en tête, initialement devant l'Italie (2 titres, 7 médailles), la France (2 titres, 6 médailles) et la Hongrie (2 titres, 5 médailles). Mais, après un test anti-dopage positif durant ces championnats du fleurettiste italien Andrea Baldini, l'Italie perd le titre obtenu au fleuret masculin par équipes. 

## Médaillés
| Épreuves           | Or                                                                                       | Argent                                                                             | Bronze                                                                                           |
| ------------------ | ---------------------------------------------------------------------------------------- | ---------------------------------------------------------------------------------- | ------------------------------------------------------------------------------------------------ |
| Épée               |                                                                                          |                                                                                    |                                                                                                  |
| Hommes individuel  | Géza Imre                                                                                | Martin Schmitt                                                                     | Michael Kauter Jean-Michel Lucenay                                                               |
| Hommes par équipes | France- Jérôme Jeannet - Fabrice Jeannet - Ulrich Robeiri - Jean-Michel Lucenay          | Hongrie- Gábor Boczkó - Geza Imre - Iván Kovács - Krisztián Kulcsár                | Italie- Matteo Tagliariol - Diego Confalonieri - Alfredo Rota - Stefano Carozzo                  |
| Femmes individuel  | Adrienn Hormay                                                                           | Ana Maria Brânză                                                                   | Bianca Del Carretto Anna Sivkova                                                                 |
| Femmes par équipes | Roumanie- Simona Alexandru - Ana Maria Brânză - Loredana Iordăchioiu - Iuliana Maceseanu | Allemagne- Imke Duplitzer - Britta Heidemann - Marijana Markovic - Monika Sozanska | Italie- Francesca Boscarelli - Cristiana Cascioli - Bianca Del Carretto - Francesca Quondamcarlo |
| Fleuret            |                                                                                          |                                                                                    |                                                                                                  |
| Hommes individuel  | Andrea Cassarà                                                                           | Laurence Halsted                                                                   | Andriy Pohrebniak Roland Schlosser                                                               |
| Hommes par équipes | Pologne- Tomasz Ciepły - Radosław Glonek - Michał Majewski - Sławomir Mocek              | Russie- Aleksey Cheremisinov - Igor Gridnev - Aleksey Khovanski - Artiom Sedov     | France- Jérôme Jault - Térence Joubert - Grégory Koenig - Marcel Marcilloux                      |
| Femmes individuel  | Adeline Wuillème                                                                         | Margherita Granbassi                                                               | Carolin Golubytskyi Malgorzata Wojtkowiak                                                        |
| Femmes par équipes | Russie- Svetlana Boiko - Aida Shanayeva - Olga Lobyntseva - Viktoria Nikichina           | Hongrie- Edina Knapek - Aida Mohamed - Virginie Ujlaki - Gabriella Varga           | France- Astrid Guyart - Corinne Maitrejean - Mélanie Moumas - Adeline Wuillème                   |
| Sabre              |                                                                                          |                                                                                    |                                                                                                  |
| Hommes individuel  | Aliaksandr Buikevich                                                                     | Aleksey Yakimenko                                                                  | Mihai Covaliu Nicolas Limbach                                                                    |
| Hommes par équipes | Russie- Aleksey Frosin - Nikolay Kovalev - Stanislav Pozdniakov - Aleksey Yakimenko      | France- Vincent Anstett - Boladé Apithy - Julien Pillet - Boris Sanson             | Biélorussie- Aliaksandr Buikevich - Dmitri Lapkes - Valery Pryiemka - Aleksei Romanovich         |
| Femmes individuel  | Sofia Velikaïa                                                                           | Ilaria Bianco                                                                      | Reka Benko Ekaterina Fedorkina                                                                   |
| Femmes par équipes | Pologne- Bogna Jóźwiak - Matylda Ostojska - Aleksandra Socha - Irena Więckowska          | Ukraine- Olha Kharlan - Olena Khomrova - Nina Kozlova - Halyna Pundyk              | France- Anne-Lise Touya - Cécilia Berder - Carole Vergne - Solenne Mary                          |

## Tableau des médailles
| Rang | Nation          | Or | Argent | Bronze | Total |
| ---- | --------------- | -- | ------ | ------ | ----- |
| 1    | Russie          | 3  | 2      | 2      | 7     |
| 2    | Hongrie         | 2  | 2      | 1      | 5     |
| 3    | France          | 2  | 1      | 4      | 7     |
| 4    | Pologne         | 2  | 0      | 1      | 3     |
| 5    | Italie          | 1  | 2      | 3      | 6     |
| 6    | Roumanie        | 1  | 1      | 1      | 3     |
| 7    | Biélorussie     | 1  | 0      | 1      | 2     |
| 8    | Allemagne       | 0  | 2      | 2      | 4     |
| 9    | Ukraine         | 0  | 1      | 1      | 2     |
| 10   | Grande-Bretagne | 0  | 1      | 0      | 1     |
| 11   | Autriche        | 0  | 0      | 1      | 1     |
| 12   | Suisse          | 0  | 0      | 1      | 1     |
|      | Total           | 12 | 12     | 18     | 42    |